# Buronji
Buronji är en ort i Montenegro. Den ligger i den södra delen av landet, 13 km väster om huvudstaden Podgorica. Buronji ligger 389 meter över havet och antalet invånare är 182.
Terrängen runt Buronji är kuperad. Runt Buronji är det ganska glesbefolkat, med 48 invånare per kvadratkilometer. Närmaste större samhälle är Podgorica, 13,3 km öster om Buronji. Omgivningarna runt Buronji är en mosaik av jordbruksmark och naturlig växtlighet.